# Andrena hieroglyphica
Andrena hieroglyphica är en biart som beskrevs av Morawitz 1876. Andrena hieroglyphica ingår i släktet sandbin, och familjen grävbin. Inga underarter finns listade i Catalogue of Life.